# 秋田県道171号前郷停車場線
秋田県道171号前郷停車場線（あきたけんどう171ごう まえごうていしゃじょうせん）は、秋田県由利本荘市を通る一般県道である。

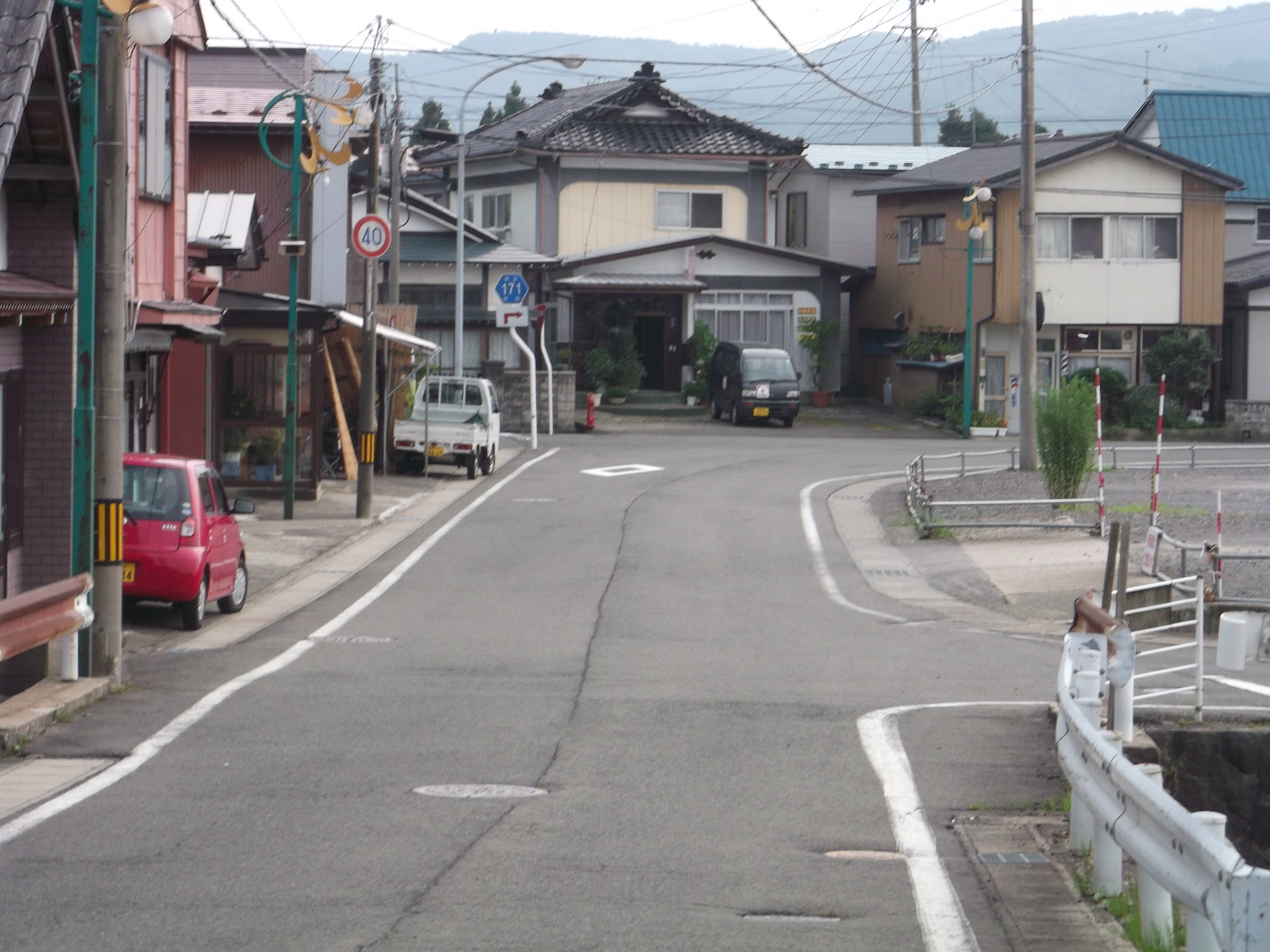

## 概要
由利高原鉄道 前郷駅から旧由利町中心部を抜け、子吉川を渡って終点国道108号に接続する。

### 路線データ
- 総延長 : 1.352 km[2]
- 実延長 : 1.352 km[2]
- 起点 : 秋田県由利本荘市前郷字家岸68番15（前郷駅）[3]北緯39度18分45.36秒 東経140度6分45.18秒
- 終点 : 秋田県由利本荘市森子字明法下84番地先（国道108号交点）[3]北緯39度18分54.98秒 東経140度5分58.14秒
- 未供用区間 : なし[2]

## 歴史
- 1959年（昭和34年）2月17日 - 秋田県道に認定される[3]。

## 路線状況

### 冬期閉鎖区間
- なし[4]

### 交通不能区間
- なし[5]

## 地理

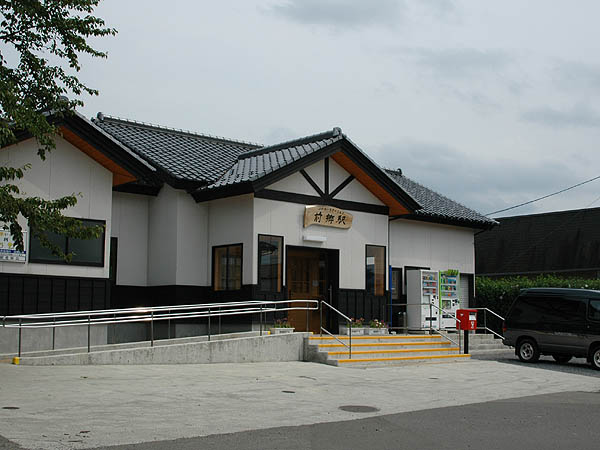
起点・前郷駅

### 交差する道路
| 施設名     | 接続路線名              | 備考 | 所在地                 |
| ---------- | ----------------------- | ---- | ---------------------- |
| 〈前郷駅〉 |                         | 起点 | 由利本荘市前郷字家岸   |
|            | 秋田県道293号西滝沢館線 |      | 由利本荘市前郷         |
|            | 国道108号               | 終点 | 由利本荘市森子字明法下 |

### 沿線の施設
- 由利高原鉄道 鳥海山ろく線
  - 前郷駅
  - 曲沢駅
  - 黒沢駅
- 羽後信用金庫由利支店
- 由利本荘市 由利総合支所
- 由利郵便局